# Noah Dietrich
Noah Dietrich (* 28. Februar 1889 in Madison, Wisconsin; † 15. Februar 1982 in Palm Springs, Kalifornien) war ein US-amerikanischer Geschäftsmann, Generalbevollmächtigter der Hughes Tool Company und Vizepräsident von Hughes Aircraft. Ab 1917 lernte Dietrich das Führen eines Ölunternehmens bei der E.L. Doheny Oil Companie.

## Noah Dietrich und Howard Hughes
Dietrich lernte Howard Hughes im Herbst 1925 kennen. Hughes hatte zu dieser Zeit bereits die Ölbohrkopf-Firma seines Vaters geerbt.
Die Hughes Tool Company in Houston, Texas hatte zur damaligen Zeit einen Wert von ca. 600.000 US-Dollar. Da Howard Hughes sich zu dieser Zeit bereits mit dem Filmgeschäft und der Fliegerei beschäftigte, überließ er Noah Dietrich die Gesamtverantwortung der Hughes Tool Company.
Trotz der Probleme, die die Unternehmenseinkäufe seines Arbeitgebers verursachten (Zukauf der RKO Filmstudios und Kinos), gelang es Dietrich, das Unternehmen erfolgreich zu führen. 1938 kaufte Hughes die Fluglinie TWA und machte Dietrich zu deren Vizepräsidenten.
Noah Dietrich gelang es 1955, die RKO Studios gewinnbringend zu verkaufen, da sich Hughes aus dem Filmgeschäft zurückgezogen hatte.
Im März 1957 verließ der hochbezahlte Manager Noah Dietrich nach 32 Jahren Dienst bei Howard Hughes dessen Unternehmen. Nachdem Dietrich, der als väterlicher Freund von Hughes galt, gekündigt hatte, zog sich dieser vollkommen aus der Öffentlichkeit zurück.
In den 1960er Jahren hatte Dietrich noch eine Finanz-Consulting-Firma und war oft Gastredner zu verschiedenen Themen der Unternehmensführung. In den 1970er Jahren begann Noah Dietrich an einer Muskelschwäche zu leiden, an deren Folgen er am 15. Februar 1982 starb.
Noah Dietrich schrieb das Buch: Howard Hughes, Milliardär und Mythos. Martin Scorsese hat Szenen aus dem Leben von Hughes in einem Spielfilm umgesetzt (Aviator, 2004). Dietrich wird in dem Film von John C. Reilly gespielt.
Noah Dietrich war dreimal verheiratet und hatte drei eigene Kinder.